# 东方政策

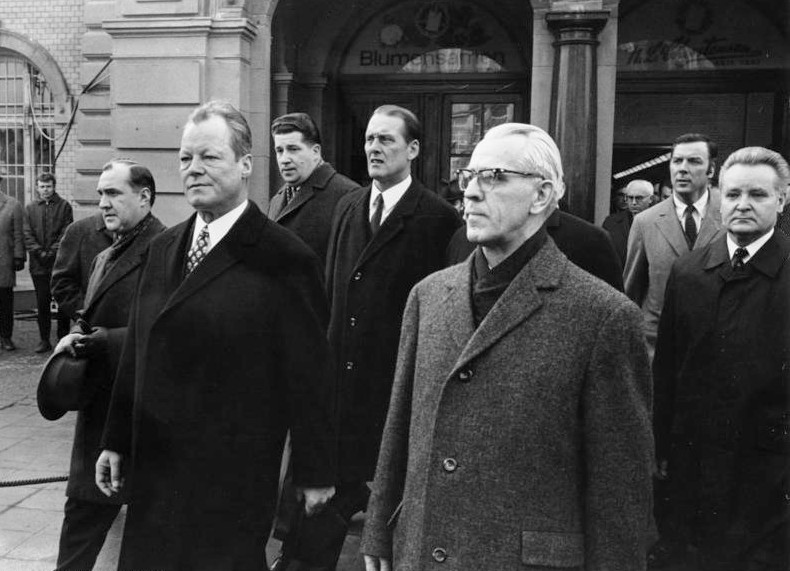
维利·勃兰特（左）与维利·斯多夫于1970年在爱尔福特的会面，这是西東德高层官员的首次会晤。

东方政策（德語：Ostpolitik），全称为新东方政策（德語：Neue Ostpolitik），指德意志联邦共和国（西德）在1969年开始与德意志民主共和国（东德）及其他东欧社會主義国家的关系正常化。

## 源由
受埃貢·巴爾1963年發表的重新接觸改變關係演說的影響，维利·勃兰特的西德社會民主黨政府自1969年上任起开始推行这一政策。

## 實現
東方政策設想的緩和與蘇聯衛星國關係是從蘇聯開始的，蘇聯是唯一與西德建立正式外交關係的東方集團國家（儘管有前述的哈尔斯坦主义）。1970年，勃蘭特簽署了《莫斯科條約》，放棄使用武力並承認目前的歐洲邊界。當年晚些時候，勃蘭特簽署了《華沙條約》，正式承認波蘭衛星國。《華沙條約》實質上重複了《莫斯科條約》，並特別重申了西德對奧德-尼西線的認可。隨後是與其他東歐國家的條約。
最具爭議的協議是與東德簽訂的1972年《基本條約》，這是自分治以來兩個德國首次建立正式關係。聯邦共和國長期以來要求代表整個德國，這使情況變得複雜。布蘭特總理試圖通過重複他在1969年的聲明來解決這一問題，儘管德國有兩個國，但它們不能將彼此視為外國。
聯邦議院的反對黨基民盟拒絕了《基本條約》，因為他們認為政府太容易放棄了一些聯邦地位。他們還批評了一些問題，例如無意中發表的埃貢·巴爾文件，該文件由勃蘭特的助手埃貢·巴爾在基本問題上與蘇聯外交人Valentin Falin達成協議。
勃蘭特政府是社會民主黨和自由民主黨的聯盟，為反對《基本條約》，將許多國會議員投票給了基民盟反對派。1972年4月，反對派賴納·巴澤爾（Rainer Barzel）似乎獲得了足夠的支持，成為了新的總理，但是在議會的決定中，他缺了兩票。後來發現，德國民主共和國要求基民盟的這兩名代表投票反對巴澤爾。1972年11月的新大選使勃蘭特政府取得了勝利，1973年5月11日，聯邦議會批准了《基本條約》。
根據《基本條約》，西德和東德接受彼此的事實上的大使，出於政治原因被稱為常任代表。相互承認為兩國加入聯合國打開了大門，因為承認東德實質上使西德暫停了當時的領土主張。
激烈反對《基本條約》的巴伐利亞部長弗朗茲·約瑟夫·斯特勞斯（Franz JosefStrauß）是科爾在基民盟/基社盟內部的主要對手。
1987年，東德的埃里希·昂納克成為首位訪問西德的東德元首。

## 梵蒂岡外交
东方政策一词也有时用于教宗保祿六世在同时期推行的加强与东欧国家关系的行动。

## 南韓
1980年代，南韓改善与朝鲜的关系时也称为「北方政策」，由當時民主化後保守派的盧泰愚和金泳三政府制定，之後以金大中的陽光政策取代。

## 中華民國（台灣）
1990年代李登輝政府初期，直至1999年總統李登輝發表特殊兩國論之前，李登輝政府制定兩岸人民關係條例和提出後被指是九二共識（一個中國各自表述）的兩岸關係政策。